# Småtjärnarna (Junsele socken, Ångermanland, 707241-156798)
Småtjärnarna är en sjö i Sollefteå kommun i Ångermanland och ingår i Ångermanälvens huvudavrinningsområde.